# 红星大奖1995
红星大奖1995 (英語：Star Awards 95)是新加坡广播电视颁奖典礼，于1995年7月9日（星期日）在加利谷广播中心新传媒电视大礼堂举行，本屆是第2届颁奖典礼，由郭亮、崔丽心主持。
五大最受欢迎男女艺人奖，是由观众透过投选而定夺的。

## 奖项
最佳男主角：李南星《伤城记》
最佳女主角：范文芳《缘尽今生》
最佳男配角：谢韶光《雌雄大盗》
最佳女配角：朱秀凤《缘尽今生》
最佳新人：范文芳《缘尽今生》
红星大奖特别成就奖：向云
最佳连续剧：《缘尽今生》
最受欢迎男艺人：陈汉玮
最受欢迎女艺人：郑惠玉
5大最受欢迎男艺人奖－谢韶光、王沺裁、陈汉玮、周初明、李南星
5大最受欢迎女艺人奖－陈莉萍、李锦梅、郑惠玉、范文芳、郭淑贤